# Супербоул LIX
Супербоул LIX (англ. Super Bowl LIX) был решающим матчем Национальной футбольной лиги в сезоне 2024 года. Игра проходила 9 февраля 2025 года в «Цезарь Супердоум»  в Новом Орлеане, Луизиана. В ней играли чемпион Американской футбольной конференции (АФК) — «Канзас-Сити Чифс» и чемпион Национальной футбольной конференции (НФК) — «Филадельфия Иглз». 
Игра стала повторением Супербоула LVII, состоявшимся двумя годами ранее.
Это был восьмой Супербоул, сыгранный в «Супердоум», и 11-й в Новом Орлеане. Игра транслировалась на Fox в США, и на стриминговой платформе Tubi. 
«Иглз» победили со счётом 40–22.

## Место проведения

### Выбор стадиона
23 мая 2018 года лига выбрала Новый Орлеан в качестве места проведения Супербоула LVIII, который предварительно был запланирован на 4 февраля 2024 года . В марте 2020 года лига и Профсоюз игроков НФЛ договорились расширить регулярный сезон с 16 до 17 игр, начиная с 2021 года, что привело к переносу Супербоула LVIII на 11 февраля 2024 года и конфликту с празднованием Марди Гра в Новом Орлеане . 14 октября 2020 года лига решила перенести Супербоул LVIII в другой город (позже был выбран Лас-Вегас) и вместо этого провести Супербоул LIX в Новом Орлеане, поскольку Марди Гра в 2025 году состоялся только 4 марта, что позволило избежать каких-либо конфликтов .

### Логотип
Официальный логотип Супербоула LIX был представлен 12 февраля 2024 года. Логотип содержит работы местной художницы «Королевы» Тадж Уильямс — известной в сообществе индейцев Марди Гра. Это первый случай, когда НФЛ совместно с местным художником разработала эмблему для Супербоула .
Дизайн был создан с использованием бусин и включает в себя флёр-де-лис красного, зелёного и золотого цветов в стиле Марди Гра. Этот символ долгое время ассоциировался с Новым Орлеаном и использовался в качестве логотипа команды «Нью-Орлеан Сэйнтс», напоминая кованые балконы, типичные для архитектуры города, особенно во Французском квартале .

## Путь к Супербоулу

### Канзас-Сити Чифс
Перед игрой, Канзас-Сити Чифс были двукратными чемпионами Супербоула и пытались стать первой командой НФЛ, выигравшей три Супербоула подряд. Под руководством главного тренера Энди Рида, «Чифс» завершили регулярный сезон с результатом 15–2, и разделили с Детройт Лайонс лучший результат регулярного сезона в НФЛ .
Несмотря на то, что «Чифс» одержали 15 побед при 2 поражениях, квотербек команды Патрик Махоумс провёл относительно слабый сезон по сравнению с предыдущими, не набрав 4000 ярдов на пасе. Это был первый год его пребывания на позиции стартового квотербека, когда он не был включён в Пробоул . Тайт-энд, Трэвис Келси стал лидером команды по ярдам на приёме (823), а раннинбек Карим Хант был лидером команды по набранным ярдам на выносе (728). У ресивера Ксавьера Уорти был хороший сезон новичка: 742 ярда и девять тачдаунов. Также, в их линии нападения были игроки Пробоула — Джо Тани, Крид Хамфри и Трей Смит, причем Тани и Хамфри также были включены в команду Пробоул.
Защиту «Чифс» возглавляли дефенсив тэкл Крис Джонс (5 сэков) и корнербек Трент Макдаффи (два перехвата). Также, Джордж Карлафтис сделал 8 сэков, а Ник Болтон и Джастин Рид сделали 106 и 87 тэклов, соответственно .
Супербоул LIX был седьмым появлением «Чифс» в Супербоуле. Они выиграли Супербоулы IV, LIV, LVII и LVIII, проиграв Супербоулы I и LV. За последние пять сезонов они четыре раза играли в Супербоуле и выиграли три из них. «Чифс» стали первой командой, выигравшей два Супербоула подряд и сыгравшей в Супербоуле в следующем сезоне. Предыдущие восемь команд, выигравших два Супербоула подряд, не участвовали в игре третий сезон подряд . Они стремились стать первой командой в истории, выигравшей три Супербоула подряд и первой командой, выигравшей чемпионат НФЛ три раза подряд с тех пор, как «Грин-Бэй Пэкерс» сделали это в 1965–1967, включая победы в первых двух Супербоулах .

### Филадельфия Иглз
Под руководством главного тренера Ник Сирианни команда Филадельфия Иглз улучшила свой результат предыдущего сезона, завершив регулярный сезон 14–3. Это была пятая игра «Иглз» в Супербоуле, после победы в Супербоуле LII и поражений в XV, XXXIX и LVII .
Квотербек Джален Хёртс провёл отличный сезон, установив личные рекорды по проценту успешных передач, ярдам за попытку, рейтингу пасующего и бросил всего пять перехватов. Однако он сделал всего 361 попытку паса из-за частого использования раннинбека Саквона Баркли, который стал девятым игроком в истории лиги, набравшим 2000 ярдов за сезон . Хёртс также пропустил последние три игры регулярного сезона из-за сотрясения мозга и перелома пальца, но вернулся к плей-офф . В состав «Иглз» были ресиверы попавшие в All-Pro, а именно Эй Джей Браун (1079 ярдов), Девонтей Смит (833 ярда) и тайт-энд Даллас Гёдерт (496 ярдов). Линия нападения была одной из лучших в лиге, а Кэм Джургенс, Лэндон Дикерсон и Лейн Джонсон попали в Пробоул 
.
Под руководством координатора защиты Вика Фангио, «Иглз» имели лучшую защиту в НФЛ, которую возглавлял лайнбекер Зак Баун (151 тэкл, пять форсированных фамблов, 3 с половиной сэка). Другими важными игроками защиты были дефенсив тэклы Джален Картер (4 с половиной сэка) и Милтон Уильямс (5 сэков), а также аутсайд-лайнбекеры Джош Свит (8 сэков) и Нолан Смит (6 с половиной сэков). В сэкондари, ключевыми игроками были корнербеки Квиннион Митчелл, Купер ДеДжин и Дариус Слэй, и два сэйфти, Рид Бланкеншип и Си Джей Гарднер-Джонсон .

### Плей-офф
«Чифс» вышли в плей-офф, как первый посев Американской футбольной конференции (АФК), и получили bye первого раунда. В дивизиональном раунде, они обыграли «Хьюстон Тексанс» 23–14. В чемпионской игре АФК, «Чифс» победили «Баффало Биллс» со счётом 32–29, в четвёртый раз за пять сезонов победив «Биллс» в плей-офф. Победа была одержана не без споров, особенно из-за спорного момента, когда «Биллс» потеряли мяч на даунах, что дало «Чифс» возможность набрать победные очки.
«Иглз» вышли в плей-офф, как второй посев Национальной футбольной конференции (НФК). В Уайлд-Кард, они обыграли «Грин-Бей Пэкерс» 22–10. В дивизиональном раунде, «Иглз» победили «Лос-Анджелес Рэмс» 28–22. В чемпионской игре НФК, «Иглз» обыграли «Вашингтон Коммандерс» со счётом 55–23, установив рекорд по количеству очков, набранных в матче за звание чемпиона конференции .

## Медиа и шоу

### Развлекательные мероприятия
Post Malone выступил хедлайнером tailgate party, за пределами стадиона, которую спонсировал YouTube .
Джон Батист исполнил национальный гимн США, Trombone Shorty вместе с Лорен Дейгл исполняли America the Beautiful, а Ледизи исполнила Lift Every Voice and Sing. Стефани Ногерас и Отис Джонс IV обеспечили перевод на американский язык жестов (ASL) .
Дональд Трамп стал первым действующим президентом США, посетившим Супербоул.

### Шоу в перерыве
Рэпер Кендрик Ламар выступил с концертной программой в перерыве Супербоула LIX, который ранее был одним из хедлайнеров шоу в перерыве Супербоула LVI . SZA была приглашённой звездой . Мэтт Макси, Алексис Кашар и Говард Розенблюм использовали американский язык жестов (ASL) в шоу в перерыве игры .

## Трансляция

### США
Супербоул LIX транслировался на английском языке каналом Fox с комментаторами Кевином Беркхардтом и Томом Брэди, репортёрами Эрин Эндрюс и Томом Ринальди и аналитиком правил Майком Перейрой . Это был второй Супербоул, который транслировался на Fox в рамках 11-летнего телевизионного контракта НФЛ в рамках четырёхлетней ротации между CBS, Fox, NBC и ABC/ESPN . 14 октября 2024 года было объявлено, что Fox Deportes и Telemundo также получили права на трансляцию отдельных испаноязычных версий игры .
Fox использовали более 100 камер, в том числе новую модель 4K с частотой 240 кадров в секунду от Sony в качестве верхней камеры трансляции. Нижняя камера использовала лидар и SLAM-технологию для более точного положения. Эти данные в основном использовались для улучшения работы графики дополненной реальности .

### Международные трансляции
Супербоул LIX транслировался в более чем 100 странах , включая:
- В Канаде права на трансляцию игры принадлежали Bell Media [42] . Игра транслировалась на английском языке на TSN и CTV одновременно; RDS транслировали игру на французском языке. Кроме того, игра транслировалась на TSN+ и DAZN.
- В Бразилии игра транслировалась на ESPN и RedeTV!, а также на сервисе Disney+ на португальском языке (с английской версией на SAP) и NFL Game Pass на DAZN на английском языке.
- В Соединенном Королевстве и Ирландии игру транслировали на каналах Sky Sports — Sky Sports NFL, Sky Sports Main Event, Sky Sports Mix, Sky Showcase, а также на сервисе Sky Now [43].